# Suur-Merijoki gård

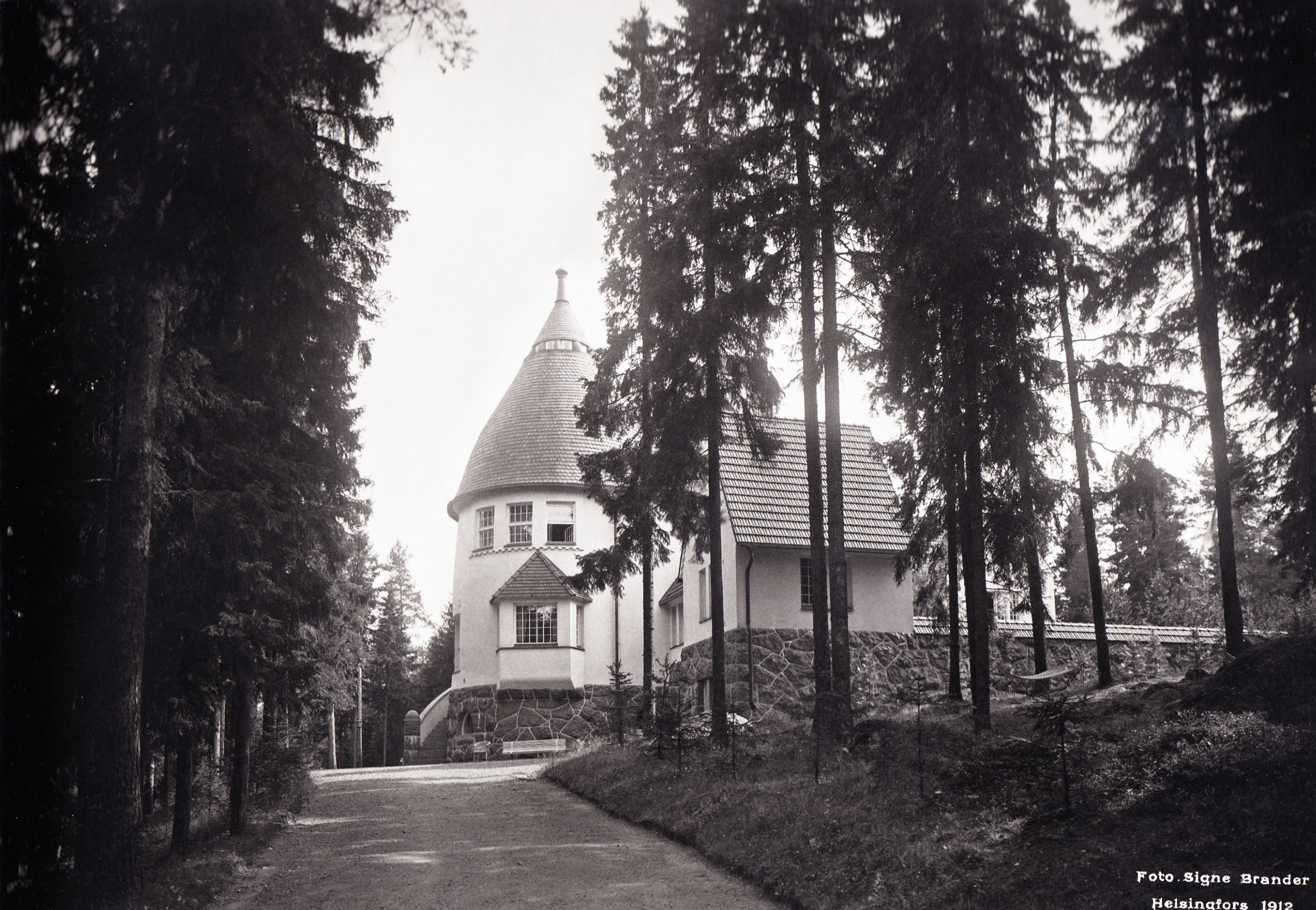
Suur-Merijoki gård

Suur-Merijoki gård fanns i västra Viborgs landskommun i Södra Karelen, som avträddes till Sovjetunionen efter fortsättningskriget. År 1900 köpte den schweiziskfödda affärsmannen i Sankt Petersburg Maximilian Othmar Neuscheller (1862–1919) ett stycke mark för semesterfirandet.

## Tidigare historia
Gårdens historia kan spåras till 1500-talets början. Den blev säteri år 1651. Här har rika godsägare, kyrkliga och militära ägare passerat revy. Den kom också att ingå i förläningsjorden i det Gamla Finland när kejsar Peter I införlivade hela Viborgs län i sitt eget intresseområde, för att dela ut mark åt speciellt adelsmän. Baktanken var att de rika skulle lockas till S:t Petersburg eftersom de fick uppbära och behålla skatten från sina förläningar. Själva fick de inte bo året runt på sin mark utan måste ha en egen bostad i Sankt Petersburg.

## Arkitektur
Villan uppfördes år 1901–1904 i finsk nationalromatisk anda enligt ritningar av arkitekterna  Herman Gesellius, Armas Lindgren och Eliel Saarinen. För inredningen svarade konstnärerna Väinö Blomstedt och Gabriel Engberg, skulptören Felix Nylund och konstsmeden Eric Ehrström. Den kom att bli en av sin tids mest offentliga privathem. Utländska tidningar och tidskrifter skrev om gården, inredningen och arkitekturen. Där fanns drag av gotiskt slott med det rundade tornet, stenfot i natursten, spröjsade fönster och en ingång värdig en kyrka 
Det runda tornet fanns på den norra sidan. Gården var ungefär 900 kvadratmeter stor. I källaren fanns portvaktens rum, rum  för tjänstefolket, tvättrum, byk-, mangel- och strykstuga, två maskinrum och vin- och matkällare. I den andra våningen fungerade den stora aulan som husets centrum och här fanns också matsalen. Från aulan öppnade sig huset mot norr till det rundade tornet. Där fanns herrum och bibliotek och högst uppe en utsiktsplats. Mot väster från aulan fanns musikrummet och budoaren. Från musikrummet ledde en korridor med blomstermålningar i tidstypisk stil till biljardrummet. Från aulan ledde också trappan upp till övre våningen och från avsatsen till pojkarnas två rum samt wc och badrum. Här gick man också till köksregionerna och husbondens fotolaboratorium. Bakom det stora köket låg tjänarnas rum. I övre våningen fanns sovrum för familjen och gäster och ett rum för tjänarna. Villan hade tre ingångar; i söder den magnifika huvudingången, i öster fanns tjänstefolkets ingång och på norra sidan ingången från terrassen.
I musikrummet hade flygeln placerats på ett podium. Norra väggen upptogs av Väinö Blomstedts stora fresk. Blomstedt hade också en stor fresk i den stora aulan.

## Inredning och utsmyckning
Arkitekterna anlitade också flitigt andra finländska konstnärer i inredningen. Konstnärerna Väinö Blomstedt och Gabriel Engberg stod för dekorationsmålningen. Skulptör Felix Nylund och konstsmeden Eric O.W. Ehrström för många inredningsdetaljer.
Vid huvudingången hade konstnär Olga Gummerus-Ehrström skulpterat två salamandrar som skulle symbolisera husets beskydd.

## Familjen Neuscheller
Familjen Neuscheller bodde om somrarna i huset fram till ryska revolutionen. Max Neuscheller var intresserad av astronomi och fotografering. Därför hade man både observatorium och fotolaboratorium på gården. Neuscheller fotograferade redan på 1910-talet i färg (Autochrome-stereo dior). Finlands första traktor användes på gården.
Maximilian fick lida svårt under den ryska revolutionen och när han slutligen släpptes fri ur fängelset i Moskva 1919, dog han i en sjukdomsattack i en spårvagn. Hans hustru dog 1924. Familjen flydde från S:t Petersburg till gården efter faderns död. Maximilians dotter Maria Othmar-Neuscheller var konsertpianist och en tid gift med musikern François de Godzinsky. Även sonen George de Godzinsky blev framstående pianist.
Neuschellers familj sålde gården till finska staten år 1926. Den togs i bruk av militären som officersklubb. I närheten byggdes Suur-Merijoki flygfält där den första inhemska flygrutten med Aeros Dragon Rapide (OH-BLA) frånHelsingfors till det då finländska Viborg 1 maj 1937. Trafiken pågick om somrarna till augusti 1939 och förlängdes till Imatra. Under krigen användes flygfältet för militära ändamål.
Under andra världskriget förstördes huvudbyggnaden Skogsborgen och är numera en ruin. Allén, en del av uthusen och stenfoten till fähuset finns kvar. Här finns i dagens läge ett stort bostadsområde byggt under sovjettiden. Efter krigen byggdes en stor militärförläggning vid flygfältet. Förläggningen är numera övergiven.